# Autocte
En la mitología griega Autocte (en griego Αὐτόχθη, Aὐtóchthē) era la hija de Perseo, aunque lo más común es que este papel recaiga sobre Gorgófone.
Autocte se casó con Egeo y tuvo con él varias hijas (que el autor no cita), pero ningún hijo. Algunas tradiciones dicen que fue la única esposa de Egeo, sin embargo en otros relatos se decía que Egeo se había casado y divorciado varias veces —primero con Meda, hija de Hoples y luego con Calcíope, hija de Rexénor— porque ninguna de sus esposas le dio herederos varones, lo que ponía su reino en riesgo de ser usurpado.